# Oxygonum stuhlmannii
Oxygonum stuhlmannii là một loài thực vật có hoa trong họ Rau răm. Loài này được Dammer mô tả khoa học đầu tiên năm 1895.